# Un fiocco nero per Deborah
Un fiocco nero per Deborah è un film del 1974 diretto da Marcello Andrei.
Pellicola di produzione italiana con protagonisti Bradford Dillman e Marina Malfatti.
Il film, come altri usciti in quegli anni, è chiaramente influenzato dalle atmosfere del famoso Rosemary's Baby - Nastro rosso a New York (1968) di Roman Polański, grande successo di pubblico che dette impulso a un sottogenere horror di deriva "demoniaca".

## Trama
La giovane Deborah, felicemente sposata ad un ricco uomo d'affari, sogna di avere un figlio. La sua infertilità però le impedisce di coronare il suo sogno e la pone in un grosso stato depressivo. Dopo aver visitato alcuni brefotrofi, nell'intenzione di adottare un bambino, le complesse pratiche burocratiche la convincono a rinunciare. Nonostante la sua provata sterilità un giorno Deborah risulta essere in stato interessante. Deborah, che da sempre ha dimostrato di possedere strane capacità di preveggenza, da quel momento comincia ad essere seguita da una stranissima figura di donna, che si qualifica col nome di Mira. Il marito non crede a Deborah e nessuno sembra aver mai visto la fantomatica donna che Deborah descrive. Col passare dei giorni la figura di Mira diviene sempre più presente e, alla fine, Deborah e Mira stringono amicizia, incontrandosi nei parchi di Roma, dove passano lunghe ore a parlare. Solo alla fine si capirà che Mira in realtà è morta qualche mese prima a seguito di un incidente e che aspettava un bambino. La situazione ben presto precipita assumendo toni di possessione diabolica.

## Produzione
Il regista Marcello Andrei e i suoi co-autori concepirono inizialmente il film con l'idea originale di una donna morente che passa il bambino che sta portando in grembo ad un'altra persona. Giuseppe Pulieri dichiarò che la sceneggiatura da lui elaborata era stata rovinata da un tentativo dei produttori di sfruttare il film come parte del ciclo "demoniaco" allora in voga.  Pulieri aggiunse che "la sceneggiatura è rimasta nel cassetto per dieci anni, ho persino assillato Raymond Stross per realizzarla, inutilmente... hanno alterato la storia, inserendo tutte le solite stronzate: le streghe, lo stregone, gli effetti speciali..."
Le riprese del film sono iniziate il 13 maggio 1974.

## Distribuzione
Un fiocco nero per Deborah è stato distribuito nei cinema italiani il 26 settembre 1974. Ha incassato complessivamente 118.676.000 lire a livello nazionale, passando quasi inosservato nelle sale.
Nel Regno Unito e negli Stati Uniti è uscito solo in formato home video nei primi anni ottanta. Nel Regno Unito il film è stato distribuito col titolo The Torment.